# MC Créu
MC Créu (* 30. Januar 1978 in Rio de Janeiro), eigentlich Sérgio Costa, ist ein brasilianischer Produzent und DJ der Musikrichtung Baile Funk in Rio de Janeiro.
Sérgio Costa trat zuvor als Dj Serginho da Costa Ende der 1990er Jahre als DJ in Erscheinung. Als MC Créu wurde er 1998 durch seinen Hit "Dança do Créu", den er zusammen mit der Sängerin und Funk-Künstlerin Andressa Soares „Mulher Melancia“ aufführte, zunächst nur in der Baile Funk-Szene der Favelas in Rio de Janeiro, später in ganz Brasilien und Lateinamerika bekannt. Der Erfolg des Titels war so groß, dass innerhalb kurzer Zeit auf YouTube 1.300 neue Videoversionen über diesen Tanz entstanden. Der Originalvideoclip wurde über 1,4 Millionen Mal angeklickt. Obwohl dieser Hit bislang der einzige Erfolg von MC Créu als „One Hit Wunder“ war, hatte er zahlreiche Auftritte in TV-Programmen wie Casseta e Planeta, Silvio Santos und in der Show von Roberto Carlos.

## Andressa Soares

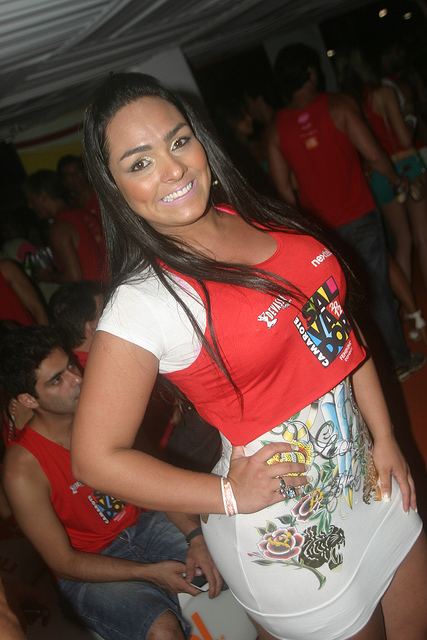
Andressa Soares

Andressa Soares (* 28. März 1988 in Rio de Janeiro) ist Tänzerin, Model und Sängerin. Sie gehört zu den sogenannten Mulheres-Frutas (Obst-Frauen, in Portugiesisch) wie Mulher Melancia: Andressa Soares, Mulher Moranguinho: Ellen Cardoso, Mulher Maçã: Renata Frisson, Mulher Melão: Cristina Célia Antunes Batista, Mulher Jaca: Daiane Cristina, Mulher Pêra: Suellem Aline Mendes Silva, Mulher Filé: Yani de Simone, Mulher Cereja: Fabiana Stella, Babi Morena: Barbara Domingos und Mulher Banana. Die Mulheres Frutas sind Tänzerinnen, die in der Baile Funk Szene Kultstatus besitzen und in zahlreichen TV-Shows sowie Karnevalsveranstaltungen auftreten. Nach dem großen Erfolg von "Dança do Créu" erhielt Andressa Soares zahlreiche Angebote, unter anderem wurde sie auf dem Cover des Playboy do Brasil abgebildet.

## Diskografie (Auswahl)
- 2008: Dança do Créu (Single, BR: Platin)[14]